# مجزرة بستان القصر
مجزرة بستان القصر في حلب: حدثت هذه المجزرة في حي بستان القصر بمدينة حلب السورية في عهد الرئيس حافظ الأسد وذلك يوم 1980/08/12 م وهو اليوم الثاني لعيد الفطر (حيث تلت مجزرة حي المشارقة التي حدثت في اليوم الأول لعيد الفطر). أسفرت المجزرة عن مقتل 35 من المواطنين.

## أحداث المجزرة
احتلت الفرقة المدرعة الثالثة مدينة حلب واقتيد 35 مواطناً من منازلهم وقتلوا رمياً بالرصاص.